# Epicadus granulatus
Epicadus granulatus es una especie de araña cangrejo del género Epicadus, familia Thomisidae. Fue descrita científicamente por Banks en 1909.

## Distribución
Esta especie se encuentra en América: Costa Rica, Perú y Brasil.

## Taxonomía
Fue descrita por Banks en 1909.
Tratamiento taxonómico
La especie aparece registrada y publicada en Arachnida from Costa Rica. Proceedings of the Academy of Natural Sciences of Philadelphia 61: 194–234.